# ソジ川
ソジ川（ソジがわ、ベラルーシ語: Сож; ロシア語: Сож ソーシュ、ウクライナ語: Сож ソージュ、ラテン文字転写の例:Sož、Sozh）は、ロシア・スモレンスク州に源を発し、ベラルーシを経由し、ウクライナまで流れる川である。ドニエプル川の支流のひとつで、総延長は648km、流域面積は42,100km2におよぶ。ソジ川流域はチェルノブイリ原子力発電所からは北東へ数百km離れているが、1986年のチェルノブイリ原子力発電所事故においては放射性降下物が降り注いで高濃度に汚染された地域となっている。
流域は主にベラルーシであり、ベラルーシ第二の都市であるホメリを潤す。主な支流には、ホメリで合流するイプチ川のほか、ヴィフラ川、プロニャ川がある。

## ソジ川沿いの都市・町（川の上流より）
- クルィチャウ
- チェリニチ
- スラウハラド
- チャチェルスク
- ヴェトカ
- ホメリ
- ロイェウ